# Angelo Vincenzo Zani

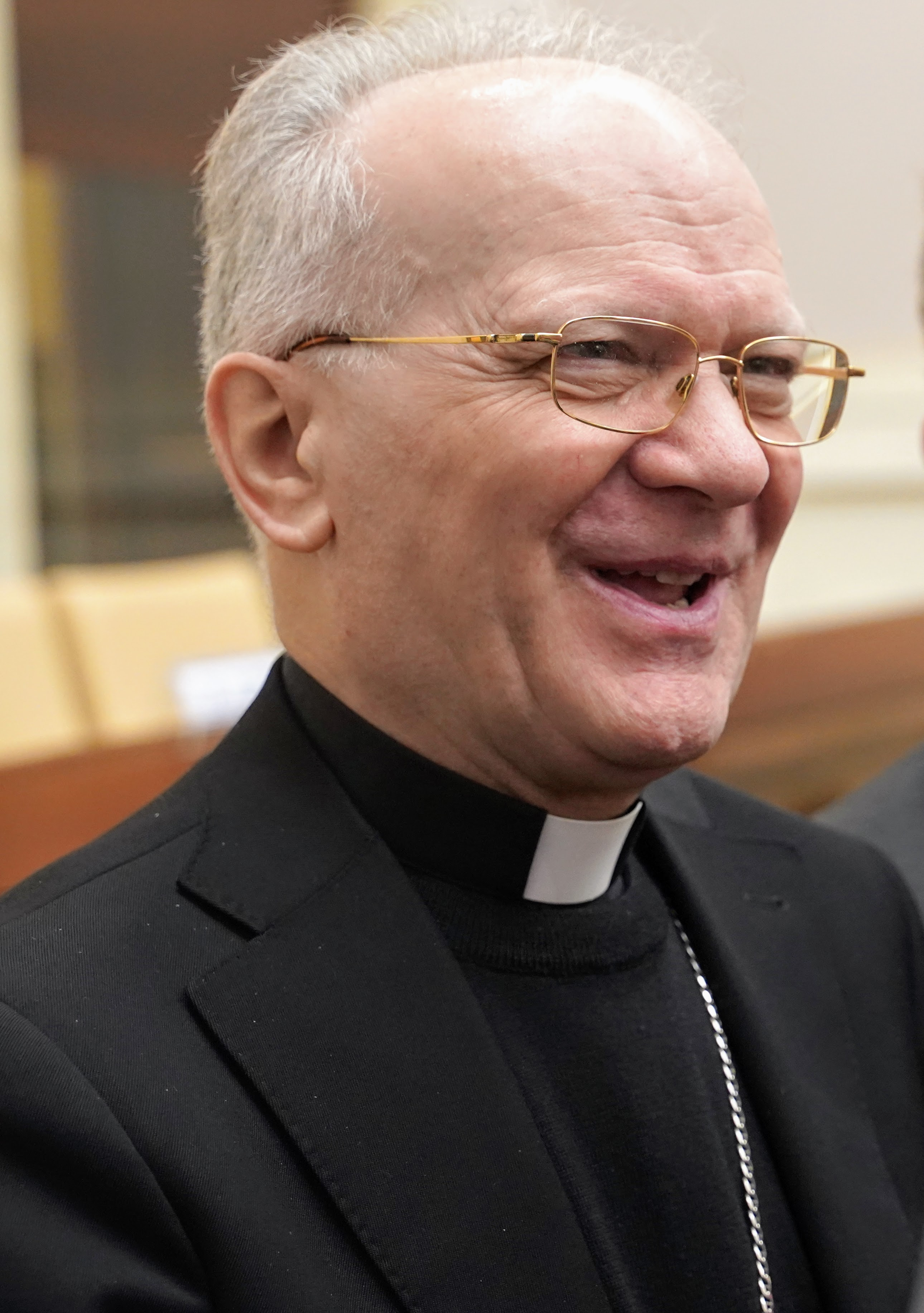
Angelo Vincenzo Zani, 2020

Erzbischofwappen

Angelo Vincenzo Zani (* 24. März 1950 in Pralboino, Provinz Brescia) ist ein italienischer Geistlicher und emeritierter Kurienerzbischof der römisch-katholischen Kirche.

## Leben
Angelo Vincenzo Zani studierte Philosophie und Katholische Theologie am Priesterseminar des Bistums Brescia und empfing am 20. September 1975 das Sakrament der Priesterweihe. Nach weiteren Studien an der Päpstlichen Universität Heiliger Thomas von Aquin wurde er an der Päpstlichen Lateranuniversität zum Doctor theologiae promoviert. An der Päpstlichen Universität Gregoriana absolvierte er ein sozialwissenschaftliches Studium.
Er war zunächst Vizerektor der Schule Istituto Cesare Arici. Von 1983 bis 1995 war er Professor für Allgemeine Soziologie am Philosophisch-Theologischen Institut der Päpstlichen Universität der Salesianer in Nave und Religionssoziologie am Theologischen Institut Paul VI. des Diözesanseminars in Brescia. Von 1990 bis 1995 lehrte er zudem Religionsdidaktik an der Università Cattolica del Sacro Cuore in Brescia. Von 1981 bis 1995 war er zudem Direktor der Diözesanpastoral in Brescia sowie Sekretär des Verwaltungsrates und priesterlichen Dienstes und Leiter der kirchlichen Schulen im Bistum. Für die Bischofskonferenz der Lombardei leitete er die Kommission für die Schulseelsorge.
Von 1995 bis 2002 war Zani nationaler Direktor für das Schul- und Universitätswesen in der Italienischen Bischofskonferenz. Seit Januar 2002 war Zani Untersekretär der Kongregation für das Katholische Bildungswesen.
Am 9. November 2012 ernannte ihn Papst Benedikt XVI. zum Titularerzbischof von Volturnum und zum Sekretär der Kongregation für das Katholische Bildungswesen. Die Bischofsweihe spendete ihm der Papst persönlich am 6. Januar 2013 im Petersdom; Mitkonsekratoren waren Kardinalstaatssekretär Tarcisio Bertone SDB und der Präfekt der Kongregation für das Katholische Bildungswesen, Zenon Kardinal Grocholewski. Papst Franziskus bestätigte ihn am 30. November 2013 im Amt des Sekretärs der Kongregation für das Katholische Bildungswesen.
Am 26. September 2022 bestellte ihn Papst Franziskus zum Archivar und Bibliothekar der Heiligen Römischen Kirche. Angelo Vincenzo Zani wurde am 28. März 2025 in diesem Amt von Giovanni Cesare Pagazzi abgelöst.